# ドミニク作戦
ドミニク作戦は、1962年にアメリカ合衆国が行った105回にも及ぶ核実験である。実施された作戦のうち、太平洋核実験場で行われたものをドミニク作戦I、ネバダ核実験場で行われたものをドミニク作戦IIと呼ぶことがある。

## 概要
本作戦は、ソビエト連邦が1958年から1961年にかけて行っていた核実験の一時停止を放棄したことに対して、アドバンテージを取るために迅速に実施された。核実験の多くは、B-52爆撃機からの空中投下により行われた。実験のうち20回では、新型兵器のテストが行われた（6回は兵器の威力のテスト、そして数回は現存兵器の信頼性確認テストが実施された）。また宇宙空間に近い高高度核爆発のテストでは、核弾頭を打ち上げるためにPGM-17型ソーミサイルが使用された（これらの実験は、まとめてフィッシュボール作戦と呼ばれた）。
ドミニク作戦は、キューバで起きたピッグス湾事件から間もない、米ソ冷戦の緊張が最も高い時期に実施された。1961年8月30日に当時のソ連共産党書記長ニキータ・フルシチョフは、ソ連が3年間続けていた核実験の一時停止を終了し、9月1日から実験を再開すると宣言した。この再開後の実験の中には、人類史上最大の核実験であるツァーリ・ボンバも含まれていた。当時のアメリカ合衆国大統領ジョン・F・ケネディは、これにドミニク作戦の実施を承認することで応えた。なお実験の翌年である1963年には、モスクワで米国、ソ連、及びイギリスの間で部分的核実験禁止条約が調印され、以降の大気中での核実験が禁止された（本条約の調印以降は、地下核実験が主体となって行った）。

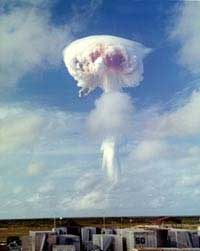
1962年5月2日に実施されたドミニク作戦Iのアーカンザス実験
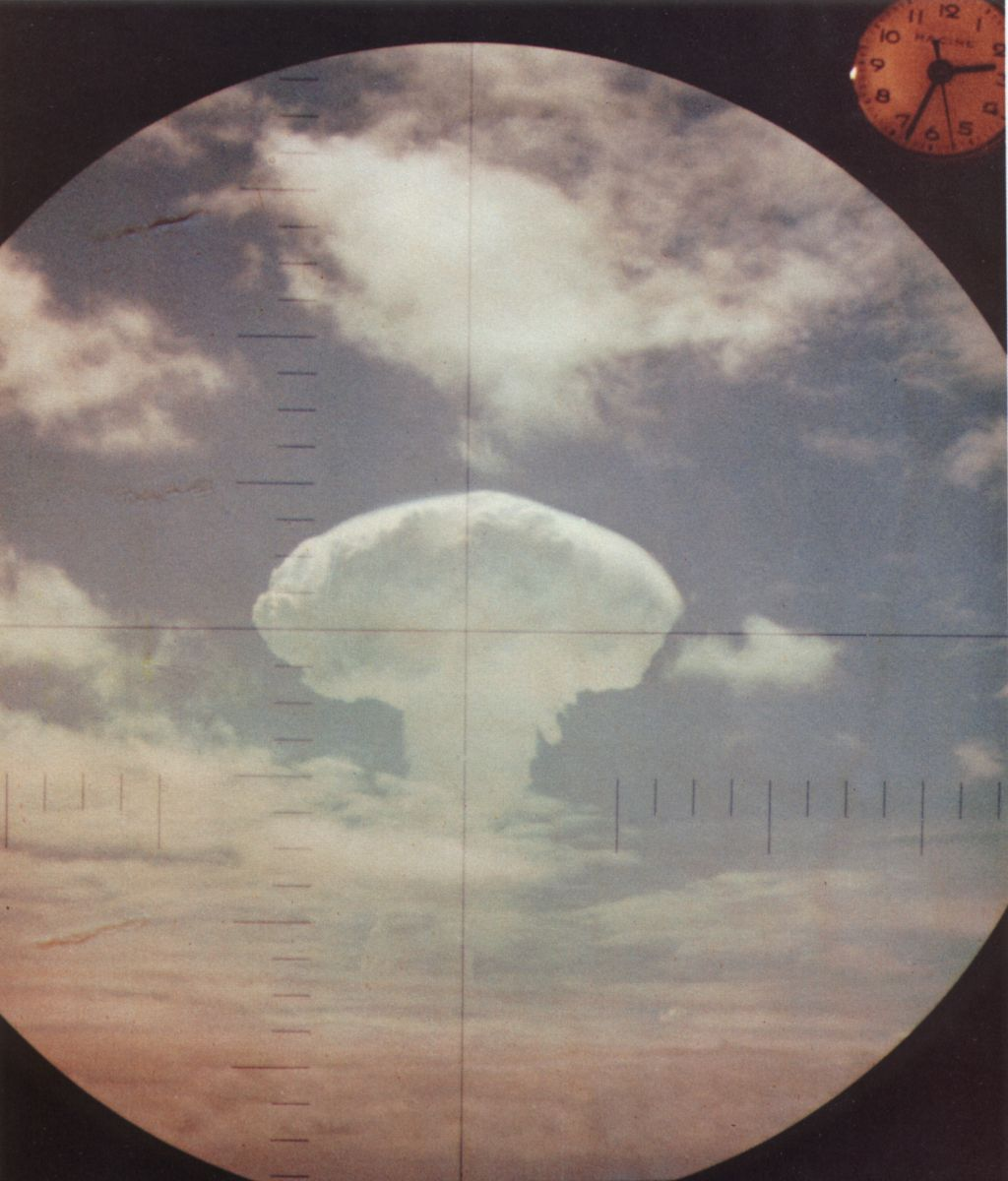
ドミニク作戦Iのフリゲート・バード実験で発生したキノコ雲を、バラオ級潜水艦カーボネロの潜望鏡から見た写真
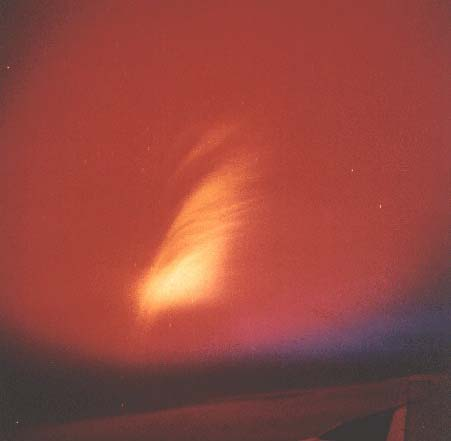
ドミニク作戦Iのスターフィッシュ・プライム実験で発生したオーロラ

| 実験名                                               | 実施日 (GMT)            | 実施場所                | 核出力         | 備考 |
| ---------------------------------------------------- | ----------------------- | ----------------------- | -------------- | --- |
| アドビ Adobe                                         | 1962年4月25日 15時45分  | キリスィマスィ島        | 190キロトン    | |
| アズテック Aztec                                     | 1962年4月27日 16時01分  | キリスィマスィ島        | 410キロトン    | |
| アーカンザス Arkansas                                | 1962年5月2日 18時00分   | キリスィマスィ島        | 1.09メガトン   | |
| クエスタ Questa                                      | 1962年5月4日 18時01分   | キリスィマスィ島        | 670キロトン    | |
| フリゲート・バード Frigate Bird                      | 1962年5月6日 23時30分   | 太平洋核実験場          | 600キロトン    | ポラリスA-2型SLBMを使用した実験。ポラリスの発射は、原子力潜水艦イーサン・アレンから行われた。 |
| ユーコン Yukon                                       | 1962年5月8日 18時01分   | キリスィマスィ島        | 100キロトン    | |
| メシラ Mesilla                                       | 1962年5月9日 17時01分   | キリスィマスィ島        | 100キロトン    | |
| アリカレー Arikaree                                  | 1962年5月10日           | キリスィマスィ島        | 不明           | |
| マスケゴン Muskegon                                  | 1962年5月11日 15時37分  | キリスィマスィ島        | 50キロトン     | |
| ソードフィッシュ Swordfish                           | 1962年5月11日 20時02分  | サンディエゴの沖合740km | 20キロトン以下 | 対潜兵器アスロックを使用した実験。発射はギアリング級駆逐艦アゲルホルム (Agerholm) から3,660mの射程で行われた。 |
| エンシーノ Encino                                    | 1962年5月12日 17時02分  | キリスィマスィ島        | 500キロトン    | |
| スワニー Swanee                                      | 1962年5月14日 15時21分  | キリスィマスィ島        | 97キロトン     | |
| チェトコ Chetco                                      | 1962年5月19日 15時36分  | キリスィマスィ島        | 73キロトン     | |
| タナナ Tanana                                        | 1962年5月25日 16時08分  | キリスィマスィ島        | 2.6キロトン    | 不完全核爆発 |
| ナムベ (Nambe                                        | 1962年5月27日 17時02分  | キリスィマスィ島        | 43キロトン     | |
| ブルーギル Bluegill                                  | 1962年6月3日            | ジョンストン島          | 失敗           | フィッシュボール作戦での実験。ロケット発射5分後に制御用電子機器に異常が発生したため、発射10分後に手動で爆破された。 |
| アルマ Alma                                          | 1962年6月8日 17時02分   | キリスィマスィ島        | 782キロトン    | |
| トラッキー Truckee                                   | 1962年6月9日 15時37分   | キリスィマスィ島        | 210キロトン    | |
| エソ Yeso                                            | 1962年6月10日 16時01分  | キリスィマスィ島        | 3メガトン      | |
| ハーレム Harlem                                      | 1962年6月12日 15時37分  | キリスィマスィ島        | 1.2メガトン    | |
| リンコナダ Rinconada                                 | 1962年6月15日 16時00分  | キリスィマスィ島        | 800キロトン    | |
| ドルセ Dulce                                         | 1962年6月17日 16時00分  | キリスィマスィ島        | 52キロトン     | |
| ペティット Petit                                     | 1962年6月19日 15時01分  | キリスィマスィ島        | 2.2キロトン    | |
| スターフィッシュ Starfish                            | 1962年6月20日           | ジョンストン島          | 失敗           | フィッシュボール作戦での実験。ロケットモーターの故障で予定高度に達せず、核弾頭の自己破壊機能によって放射性物質がジョンストン環礁に降下した。 |
| オトウィ Otowi                                       | 1962年6月21日 16時00分  | ネバダ核実験場          | 不明           | |
| ビッグホーン Bighorn                                 | 1962年6月27日 15時19分  | キリスィマスィ島        | 7.65メガトン   | |
| ブルーストーン Bluestone                             | 1962年6月30日 15時21分  | キリスィマスィ島        | 1.27メガトン   | |
| サクラメント Sacramento                              | 1962年6月30日           | ネバダ核実験場          | 不明           | |
| リトル・フェラーII Little Feller II                  | 1962年7月7日            | ネバダ核実験場          | 不明           | |
| スターフィッシュ・プライム Starfish Prime            | 1962年7月9日 09時00分   | ジョンストン島          | 1.4メガトン    | フィッシュボール作戦での実験。高度400kmの外気圏で実施され、通信衛星テルスターやNASAの人工衛星トランシット4B、イギリス初の人工衛星アリエル1号など、当時低軌道を飛んでいた人工衛星の3分の1が破壊された。 また、核爆発によって発生した電磁パルスの影響は予想外の広範囲に及び、人工のオーロラを発生させると共に、爆発した上空から約1,400km離れたハワイでも数百の街灯故障を引き起こしたほか、ハワイの電話システムをダウンさせた。 |
| サンセット Sunset                                    | 1962年7月10日 16時33分  | キリスィマスィ島        | 1メガトン      | |
| パムリコ Pamlico                                     | 1962年7月11日 15時37分  | キリスィマスィ島        | 3.88メガトン   | 高効率な熱核兵器の先進的テスト。キリスィマスィ島で行われた最後の実験になった。 |
| ジョニー・ボーイ Johnnie Boy                         | 1962年7月11日           | ネバダ核実験場          | 0.5キロトン    | |
| メリマック Merrimac                                  | 1962年7月13日           | ネバダ核実験場          | 不明           | |
| スモール・ボーイ Small Boy                           | 1962年7月14日           | ネバダ核実験場          | 不明           | |
| リトル・フェラーI Little Feller I                    | 1962年7月17日           | ネバダ核実験場          | 不明           | |
| ブルーギル・プライム Bluegill Prime                  | 1962年7月25日           | ジョンストン島          | 失敗           | フィッシュボール作戦での実験。ロケットモーター故障のため、ロケット点火直後に係員の手により発射台上で爆破された。この影響で発射台は破壊され、プルトニウムで汚染された。 発射台の修復とプルトニウムの除去には3ヶ月間を要した。 |
| アンドロスコギン Androscoggin                        | 1962年10月2日 16時17分  | ジョンストン島          | 75キロトン     | |
| バンピング Bumping                                   | 1962年10月6日 16時02分  | ジョンストン島          | 11.3キロトン   | |
| ブルーギル・ダブル・プライム Bluegill Double Prime   | 1962年10月15日          | ジョンストン島          | 失敗           | フィッシュボール作戦での実験。ロケット発射から86秒後にブースターロケットの異常により制御不能になったため、（陸地が放射性物質に汚染される影響を減らすために）発射から156秒後に手動で爆破された。 |
| チャマ Chama                                         | 1962年10月18日 16時01分 | ジョンストン島          | 1.59メガトン   | |
| チェックメイト Checkmate                             | 1962年10月20日 08時30分 | ジョンストン島          | 7キロトン      | フィッシュボール作戦での実験。アメリカ陸軍の新型ブースターロケット XM-33 を使用して、高度147kmで行われた。弾頭にはW-50型核弾頭が使用されたが、火球は発生しなかった。 |
| ブルーギル・トリプル・プライム Bluegill Triple Prime | 1962年10月26日 09時59分 | ジョンストン島          | 410キロトン    | フィッシュボール作戦での実験。PGM-17型ソー・ミサイルと、W-50型核弾頭を組み合わせて高度50kmで行われた。 爆発で火球は発生したが、電離層の大規模な崩壊は起こらなかった。 |
| カラミティ Calamity                                  | 1962年10月27日 15時46分 | ジョンストン島          | 800キロトン    | |
| ホーサトニック Housatonic                            | 1962年10月30日 16時01分 | ジョンストン島          | 8.3メガトン    | |
| キングフィッシュ Kingfish                            | 1962年11月1日 12時10分  | ジョンストン島          | 410キロトン    | フィッシュボール作戦での実験。PGM-17型ソー・ミサイルと、W-50型核弾頭を組み合わせて高度97kmで行われた。 爆発の影響で美しいオーロラが発生したが、同時に広い範囲の電離層が崩壊したため、太平洋中部の無線通信が3時間以上に渡って混乱した。 |
| タイトロープ Tightrope                               | 1962年11月4日 00時00分  | ジョンストン島          | 1 - 40キロトン | フィッシュボール作戦での実験。MIN-14 ナイキハーキュリーズミサイルとW-31核弾頭を組み合わせて使用し、高度21kmで行われた。 この実験はミサイル防衛システムの検証のために実施された。 |